# Ozodicera (Dihexaclonus) umbrifera
Ozodicera (Dihexaclonus) umbrifera is een tweevleugelige uit de familie langpootmuggen (Tipulidae). De soort komt voor in het Neotropisch gebied.